# Petro Kraljuk
Petro Mychajlovyč Kraljuk (ukrajinsky Петро́ Миха́йлович Кралю́к; * 23. února 1958 v Kiwerzi) je ukrajinský filozof, spisovatel a publicista.

## Životopis
Petro Mychajlovyč Kraljuk se narodil 23. února 1958 v městě	Kiverci, Volyňská oblast. V roce 1979 ukončil studia na historické fakultě Pedagogického institutu Lesji Ukrajinky v Lucku. Na počátku své pracovní kariéry Petro Kraljuk pracoval jako vesnický učitel, později vyučoval na vysoké škole. Vědeckou aspiranturu absolvoval na Institutu sociálních studií Akademie věd Ukrajinské socialistické republiky.
Na Filozofickém institutu Akademie věd Ukrajinské socialistické republiky odpromoval Petro Kraljuk v roce 1998 s prací na téma „Antitrinitarismus a veřejné mínění na Ukrajině od druhé poloviny 16. století až do poloviny 17. stol.“ a v roce 1998 zde obhájil doktorskou dizertační práci s názvem „Výjimečnosti interakce mezi konfesionálním a národním vědomím v ukrajinském veřejném mínění, od 16. stol. do poloviny 17. stol.“.
Od roku 2005 vede specializovanou Radu doktorských studií v oblasti religionistiky (v rámci věd historických) na akademii v Ostrogu. V současné době je rovněž prvním prorektorem tohoto vědeckého vzdělávacího zařízení. Petro Kraljuk je členem Národního sdružení ukrajinských spisovatelů.

## Vyznamenání
Petro Kraljuk se stal v roce 1992 držitelem mezinárodní literární ceny „Hranoslov“, v roce 2008 zvítězil v ukrajinské národní soutěži „Ukrajina. Duchovní dějiny“. Současně byl v roce 2008 vyznamenán cenou "Svitoč" (премія імені Світочів) a následně v roce 2009 získal literární cenu Triumf.

## Literární a vědecké dílo
Petro Kraljuk je autorem mnoha vědeckých publikací v oblasti dějin, religionistiky, politologie, literární vědy. Ve své vědecké práci se věnuje otázce přepracování tradičního konceptu ukrajinské filozofie dějin od Dmytra Čyževského. Petro Kraljuk zastává názor, že kořeny ukrajinských dějin se nenacházejí v dobách Kyjevské Rusi, nýbrž v antické době. Ve svém výzkumu se věnuje především aristokratickému charakteru středověké ukrajinské kultury. V této souvislosti redigoval Encyklopedii „Ostrožská akademie v 16. -17. stol.“ (2010).
Jako prozaik je Petro Kraljuk znám svými satirickými povídkami a historickou beletristikou.